# Arestui
Arestui és un poble del terme municipal de Llavorsí, a la comarca del Pallars Sobirà, que forma una Entitat municipal descentralitzada.
Està situat a la part nord-occidental del terme, a 1.161,7 metres d'altitud. És al marge dret del Riu de Baiasca, envoltat d'una gran extensió de bosc. Es comunica mitjançant una carretera amb Baiasca i amb la carretera nacional C-13 entre les poblacions de Llavorsí i Escaló.
L'església de Sant Martí era sufragània de la de Baiasca. Actualment depèn de l'agrupació de parròquies que té la seu a la parròquia de la Mare de Déu de Valldeflors de Rialb. També pertany a aquest poble l'ermita de Sant Jaume.
El seu terme (d'uns 9,7 km²) es correspon amb el de l'antic municipi del mateix nom, que es va fusionar a mitjan segle xix amb Llavorsí

## Etimologia
Segons Joan Coromines, Arestui està format per dos ètims iberobascos. El primer, és aritz (roure, per extensió, arbre); el segon, el sufix col·lectivitzador -toi. Per tant, el nom del poble fa honor al seu emplaçament: lloc d'abundants arbres.

## Geografia

### El poble d'Arestui
Arestui està situat en un coster bastant acusat a l'esquerra del Riuet des Culties, aprofitant una carena. Les cases estan agrupades en forma de triangle amb la punxa cap al nord-est, i forma uns carrers i places entre les cases. A la part baixa, al nord-est, hi ha l'església de Sant Martí.

#### Les cases del poble[4]
| - Casa Batista - Casa Batlle - Casa Benet - Casa Cabiró | - Casa Coix - Casa Coter - Casa Domenge - Casa Ferreró | - Casa Gavatxó - Casa Joan - Casa Marina - Casa Mateu | - Casa Monet - Casa Poblador - Caseta de Poblador - Casa Ramon | - La Rectoria - Casa Sord - Casa Taverner - Casa la Torre |

## Història

### Edat contemporània
Pascual Madoz dedica un article del seu Diccionario geográfico... a Arestuy. Hi diu que és una localitat amb ajuntament situada en el vessant d'una escarpada muntanya, on la combaten principalment els vents del nord. El clima, encara que fred, hi és força saludable. Tenia en aquell moment 11 cases de construcció mitjana i una petita església que depenia de la de Baiasca. Cap al sud hi ha una ermita, a mitja hora del poble, molt reduïda i de mal gust. Hi ha fonts de bona qualitat que serveixes per a l'ús dels veïns i d'abeurador del bestiar. El territori és muntanyós i de qualitat mitjana; comprèn uns 100 jornals de conreu i uns 40 de pastures; també hi ha un formós bosc de pins que, si les autoritats en tenen cura, pot ser la principal font de riquesa del poble. S'hi collia ordi, patates i moltes i exquisides pastures. Hi havia llenya per a combustible, amb bona fusta per a la construcció. S'hi criaven cabres, ovelles i mules, i una mica de bestiar vacum. Hi havia molta caça, major i menor. Comptava amb 7 veïns (caps de casa) i 53 ànimes (habitants).

#### L'Entitat Municipal Descentralitzada
La Entidad local menor de Arestuy fou autoritzada per Decret del Ministerio de la Gobernación el 7 de març del 1958, en un decret signat per Francisco Franco i el ministre Camilo Alonso Vega. Aquelles entitats locals menors eren regides per un alcalde pedani. Passats els anys, aquestes entitats foren convertides en les actuals Entitats municipals descentralitzades i adaptades a les noves legislacions municipals.
Com està previst en la llei municipal vigent en l'actualitat, els pobles constituïts en Entitat Municipal Descentralitzada (EMD) elegeixen, alhora que l'alcalde i regidors del seu municipi, un president d'EMD. En el cas d'Arestui, aquesta figura ha estat coberta fins ara per:
- Joan Camps i Soqueta (1979 - 1995)
- Jaume Pinós i Ros (1995 - 2007)
- Antoni Ros i Carrera (2007 - 2015)
- Jordi Ros i Jansat (2015-2019)
- Jesús Garcia Fuentes (2019 - actualitat)

## Demografia
| 1970 | 1981 | 1990 | 1991 | 1994 | 1995 | 1996 | 2001 | 2003 | 2005 | 2007 | 2009 | 2011 |
| ---- | ---- | ---- | ---- | ---- | ---- | ---- | ---- | ---- | ---- | ---- | ---- | ---- |
| 36   | 21   | 22   | 19   | 19   | 18   | 16   | 17   | 17   | 16   | 16   | 17   | 17   |